# 帕維爾·普里戈任
帕維爾·葉夫根尼耶維奇·普里戈任（俄语：Павел Евгеньевич Пригожин，羅馬化：Pavel Yevgenyevich Prigozhin，1998年6月18日—，是俄羅斯寡頭和僱傭兵領袖葉夫根尼·普里戈任的兒子。根據獨立智庫戰爭研究所和其他報告指，他在葉夫根尼·普里戈任一場飛機失事中去世一個半月後，於2023年10月初成為瓦格納集團領導人。

## 生平
帕維爾·普里戈任於1996年或1998年6月18日出生於商人葉夫根尼·普里戈任的家庭。他是葉夫根尼·普里戈任的次子，其與姊妹波琳娜和維羅妮卡一起長大。
普里戈任家族長期以來避免公開露面。葉夫根尼·普里戈任並未透露其親屬的個人生活細節。帕維爾生活片段鮮少被媒體公開。然而他的父親間中會提及他。
2016年，帕維爾因駕車衝過紅燈並撞上了一輛寶馬汽車，導致寶馬車內一名乘客重傷。
根據葉夫根尼·普里戈金的說法，他的兒子在服役後與他的公司簽訂僱傭兵合同。幾張帕維爾穿著美國軍事裝備的照片已被公開；他作為敘利亞和烏克蘭瓦格納私人軍事委員會成員，經常穿梭敘利亞和烏克蘭頓巴斯兩地。在他成為僱傭兵期間，他擔任偵察官和無人機操作員，並被授予黑十字勳章。
帕維爾的妻子葉卡捷琳娜·因基娜是謝爾蓋·因金的女兒，謝爾蓋·因金是一位餐廳老闆，也是一位音樂會場地的老闆。這家人住在聖彼得堡凡爾賽北部附近的菁英村莊。

## 事蹟

### 商業生涯
帕維爾·普里戈任的創業生涯始於2018年，當時他成為了貝塔公司的創始人。隨著時間的推移，他的業務不斷擴張，自2020年起，他負責管理拉赫塔廣場。帕維爾與其祖母維奧萊塔·普里戈金娜管理的生命之色藝術畫廊也有商業聯繫。
帕維爾與石油和天然氣公司俄羅斯天然氣工業股份公司合作；他的公司參與了聖彼得堡的豪華房地產的建設。他還是大型住宅區拉赫塔公園的擁有者。

### 領導瓦格納集團
2023年8月23日，一架巴西航空工業萊格賽600公務機在俄羅斯特維爾州庫任基諾附近墜毀。10名罹難者包括瓦格納集團的關鍵人物葉夫根尼·普里戈任、德米特里·烏特金和瓦列里·切卡洛夫。在墜機事故後，瓦格納集團的領導結構變得不明確。而有報導指瓦格納集團指揮官安東·葉利扎羅夫在葉夫根尼·普里戈任死後暫掌瓦格納集團。
2023年10月1日，葉夫根尼·普里戈任的遺囑內容公開，他將所有財產遺贈給他的兒子帕維爾。帕維爾成為了他父親事業的唯一繼承人。
根據戰爭研究所的報告指，2023年10月初，帕維爾接管了瓦格納集團，而葉利扎羅夫也同意移交指揮權。其後帕維爾與俄羅斯聯邦國家近衛軍談判，讓該集團重返烏克蘭的戰場。戰爭研究所表示，圍繞帕維爾的傳聞表明，「一些瓦格納成員對於團結在與普里戈任有關的替代方案感興趣，即使這個替代方案使瓦格納集團不再成為一個獨立的組織，而這個替代方案與克里姆林宮和俄羅斯國防部支持安德烈·特羅舍夫接管的想法相出入」。而瓦格納安全部門負責人米哈伊爾·瓦塔寧（Михаил Ватанин）則對帕維爾表示支持。一位與瓦格納有聯繫的戰爭研究所消息人士補充說，該集團的戰士們不必與俄羅斯國防部簽訂合約，而且這個僱傭兵集團將在帕維爾的領導下保留其名稱、標誌、意識形態和指揮官。
2023年10月3日，帕維爾在其Telegraph頻道中公開宣佈已經接管瓦格納集團，他稱：
我已經接管瓦格納集團的指揮權，很快瓦格納戰士將返回北部戰區，繼續消滅納粹。除了我之外，沒有人可以繼續父親的工作。沒有時間再悲傷和哀悼了。
他強調知道是誰對他父親的死負有責任，他會報復。

## 制裁
2022年3月3日，歐盟對帕維爾實施個人制裁。美國、英國、加拿大、瑞士、澳大利亞、紐西蘭、日本及烏克蘭跟進制裁。